# Cantua cordata
Cantua cordata là một loài thực vật có hoa trong họ Polemoniaceae. Loài này được Juss. mô tả khoa học đầu tiên năm 1804.